# Hégenheim
 Hégenheim  (en alsacià Hagene) és un municipi francès, situat a la regió del Gran Est, al departament de l'Alt Rin. L'any 2004 tenia 2.836 habitants. Limita amb Hésingue, Buschwiller, Saint-Louis, Bourgfelden i la vila suïssa d'Allschwil.

## Demografia
| 1962  | 1968  | 1975  | 1982  | 1990  | 1999  |
| ----- | ----- | ----- | ----- | ----- | ----- |
| 2.007 | 2.059 | 2.226 | 2.162 | 2.310 | 2.576 |

## Administració
| Període   | Identitat            | Partit |
| --------- | -------------------- | ------ |
| 1995-2008 | Bernard Herlin       | PS     |
| 2008-     | Patricia Schillinger | PS     |